# ARPANET

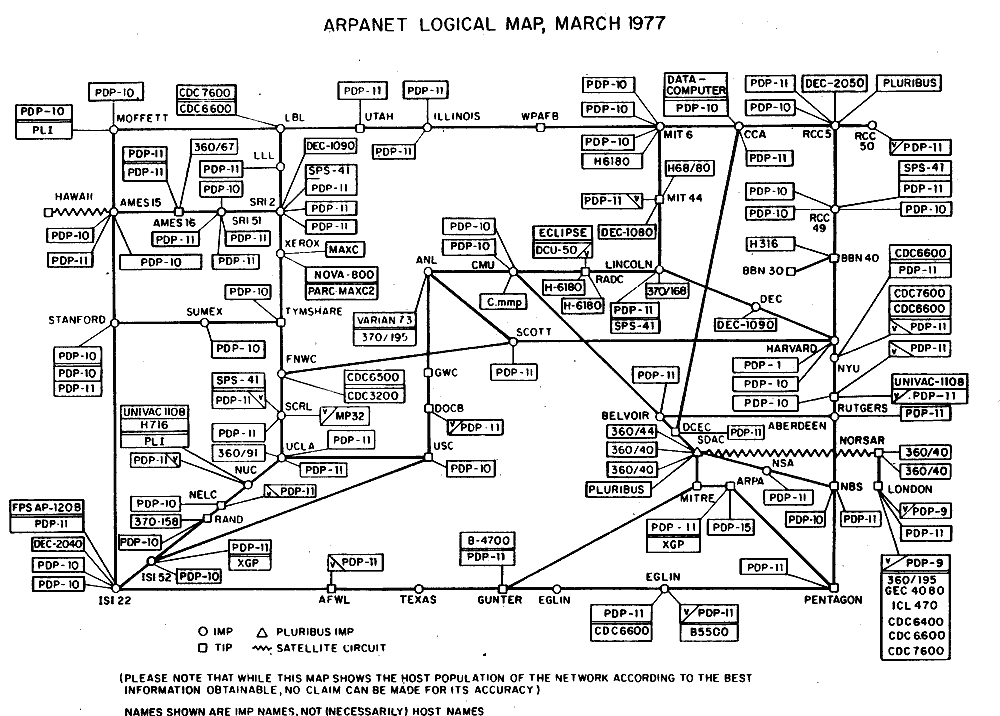
логічна структура мережі Arpanet у березні 1977 року

Arpanet (англ. Advanced Research Projects Agency Network — Мережа  передових досліджень) — мережа, яку вважають початком Інтернету. Створена за дорученням Міністерства Оборони США та за допомогою декількох наукових закладів. Першочергове завдання — об'єднати у мережу науково-дослідницькі та військові інститути у США, задля збільшення швидкості та покращення зручності обміну інформацією між ними. В умовах Холодної війни також стояла задача створити інфраструктуру, спроможну пережити атомний удар.
1969 рік вважають роком заснування мережі Arpanet. У 1971 році досягнуто першочергової цілі по об'єднанню військових із науково-дослідницькими закладами. Також у цьому році було створено перше програмне забезпечення для обміну електронними повідомленнями E-Mail. Уже за короткий час було створено дискусійні форуми, поштові розсилки та інше. Спочатку ця перша у світі віртуальна комунікація викликала занепокоєння у військових, та була під їхнім наглядом та контролем, задля визначення, чи насправді мережа використовується за цільовим призначенням.
У 1973 році був налаштований перший інтернаціональний зв'язок із Лондоном та Норвегією.
До основних характеристик мережі Arpanet відносять: закритість мережі, організованість за принципом Top-Down, використання поштових розсилок, (які модерувались).
Як противага до мережі Arpanet була створена мережа Usenet у 1979 році, що на відміну від попередньої була відкритою мережею, демократично організованою, без модерування та з ціллю створити мережу за інтересами.